# Jay Forrester
Jay Forrester   (Anselmo, 14 de juliol de 1918 - Concord, 16 de novembre de 2016) fou un enginyer estatunidenc, considerat el pare de la dinàmica de sistemes, una disciplina recent que representa una extensió a tota classe de sistemes complexos de conceptes aplicats originalment en enginyeria. L'aportació personal de Forrester inclou l'aplicació a problemes en el terreny de les ciències socials, inicialment a través de la modelització de l'organització empresarial. Forrester és també autor d'una de les formalitzacions més usades en la formulació de models cibernètics, el diagrama de Forrester.

## Biografia
Forrester va néixer en una granja prop d'Anselmo, Nebraska, on "el seu primer interès per l'electricitat va ser estimulat, potser, pel fet que el ranxo no en tenia. Mentre estava a l'escola secundària, va construir un sistema elèctric de 12 volts impulsat pel vent utilitzant peces de cotxes vells: va donar al ranxo la seva primera energia elèctrica".
Va obtenir el títol d'Enginyer elèctric el 1939 a la Universitat de Nebraska–Lincoln. Va estudiar a l'Institut Tecnològic de Massachusetts, on va treballar amb el pioner del servomecanisme Gordon S. Brown i va obtenir el seu màster el 1945 amb una tesi sobre "Desenvolupaments del servomecanisme hidràulic".
Fou un pioner del desenvolupament de la informàtica, ja que participà cap al 1950 en la invenció de la memòria d'accés aleatori (RAM) i és considerat autor de la primera imatge animada sintètica amb un oscil·loscopi, la representació del bot d'una pilota.
El seu interès per l'electrònica i més tard per la informàtica, el va dur a considerar les computadores com un instrument fonamental en la seva teoria. Jay W. Forrester plantejava que el món era ple de sistemes (qualsevol cosa pot ser un sistema), la majoria d'ells força senzills i fàcilment intel·ligibles per a l'ésser humà. Nogensmenys, els problemes socials són sistemes amb gran quantitat de variables i força complicats.
Per això, Forrester proposa l'ús de computadores per a la simulació de sistemes reals, a través de la formulació de models fàcilment traduïbles a programes informàtics, amb els quals el model és provat, i segons com, aprofitat. Així l'ésser humà aspira a predir el comportament de sistemes tan complexos com les societats, una fita que depèn de la qualitat dels models.
Al seu llibre "Industrial Dynamics" (considerat el punt de partida de la Dinàmica de sistemes), Forrester posa de manifest el fet que l'actual creixement de la població serà insostenible dins de 100 anys. Forrester, amb altres personalitats fundà el Club de Roma, organització internacional que es proposa conscienciar que l'actual sistema és insostenible i està abocat al col·lapse.

## Obres
- 1961. Industrial dynamics. Waltham, MA: Pegasus Communications.
- 1968. Principles of Systems, 2nd ed. Pegasus Communications.
- 1969. Urban Dynamics. Pegasus Communications.
- 1973. World Dynamics. Pegasus Communications.
- 1975. Collected Papers of Jay W. Forrester. Pegasus Communications.